# Jean-Claude Annaert
Jean-Claude Annaert, né le 22 août 1935 dans le 15e arrondissement de Paris et mort le 11 septembre 2020 à Cannes, est un coureur cycliste français. Professionnel de 1955 à 1966, il a notamment remporté une étape du Tour d'Espagne 1962.

## Palmarès
- 1956
  - 3e du Grand Prix de la côte normande
  - 3e du Grand Prix de Fourmies
- 1957
  - 3e étape du Circuit d'Aquitaine
- 1958
  - Circuit du Finistère
  - 1re étape du Tour de Luxembourg
  - 2e du Tour de Luxembourg
- 1959
  - Grand Prix d'Isbergues
  - 2e étape des Quatre Jours de Dunkerque
  - 3e de Paris-Valenciennes
  - 7e du Tour des Flandres
- 1960
  - Grand Prix d'Antibes
  - 3e étape du Tour du Nord
  - 5e étape du Gran Premio de la Bicicleta Eibarresa
  - 2e du Gran Premio de la Bicicleta Eibarresa
- 1961
  - 3e étape de Paris-Nice (contre-la-montre par équipes)
  - Paris-Camembert
  - 3e étape du Grand Prix du Midi libre
  - 2e du Gran Premio de la Bicicleta Eibarresa
  - 2e du Grand Prix du Midi libre
- 1962
  - 5e (contre-la-montre par équipes) et 8e étapes du Tour d'Espagne
  - 2e de Gênes-Nice
  - 2e du Critérium national
- 1964
  - Classement général du Tour du Sud-Est
  - 2e de Paris-Nice
- 1965
  - 1re étape du Critérium national
  - 3e du Critérium national
- 1966
  - 2eb étape de Paris-Nice

## Résultats sur les grands tours

### Tour de France
4 participations :
- 1957 : abandon (6e étape)
- 1958 : 23e
- 1959 : abandon (18e étape)
- 1962 : 68e

### Tour d'Italie
1 participation :
- 1958 : abandon

### Tour d'Espagne
2 participations :
- 1962 : 14e, vainqueur des 5e (contre-la-montre par équipes) et 8e étapes
- 1964 : abandon